# Ankawa
Ankawa é uma cidade do Iraque, no Curdistão Iraquiano, no subúrbio de Erbil. É habitada predominantemente por cristãos assírios, sendo sede da Universidade Católica de Erbil e do Aeroporto Internacional de Erbil.[carece de fontes?]

## História
De acordo com registros antigos, o Cristianismo foi levado para a cidade pelo apóstolo Tadeu de Edessa.
Em junho de 2021, o Governo Regional do Curdistão promoveu a cidade à centro administrativo do novo distrito de Ankawa. A intenção para a mudança de status é a atração de investimentos, com a região ficando conhecida como "o maior distrito de cristãos no Oriente Médio".